# Domingo Arenas
Domingo Arenas là một đô thị thuộc bang Puebla, México. Năm 2005, dân số của đô thị này là 5597 người.